# Rajon Lubny
Der Rajon Lubny (ukrainisch Лубенський район Lubenskyj rajon; russisch Лубенский район Lubenski rajon) ist ein ukrainischer Rajon mit etwa 180.000 Einwohnern. Er liegt in der Oblast Poltawa und hat eine Fläche von 5473 km², der Verwaltungssitz befindet sich in der namensgebenden Stadt Lubny.

## Geographie
Der Rajon liegt im Westen der Oblast Poltawa und grenzt im Norden an den Rajon Pryluky (in der Oblast Tschernihiw gelegen), im Osten an den Rajon Myrhorod, im Süden an den Rajon Krementschuk, im Westen an den Rajon Solotonoscha (in der Oblast Tscherkassy gelegen) sowie im Nordwesten an den Rajon Boryspil (in der Oblast Kiew gelegen).

## Geschichte
Der Rajon wurde am 7. März 1923 gegründet, seit 1991 ist er Teil der heutigen Ukraine.
Am 17. Juli 2020 kam es im Zuge einer großen Rajonsreform zur Auflösung des alten Rajons und einer Neugründung unter Vergrößerung des Rajonsgebietes um die Rajone Chorol, Hrebinka, Lochwyzja, Orschyzja, Pyrjatyn und Tschornuchy sowie der bis dahin unter Oblastverwaltung stehenden Stadt Lubny.

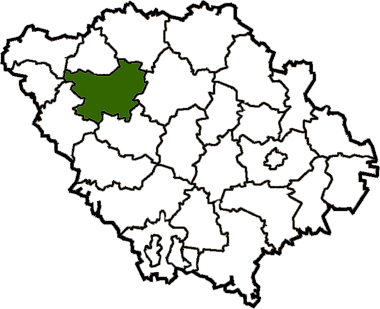
Rajon Lubny bis Juli 2020
Rajonsgebiet ab Juli 2020

## Administrative Gliederung
Auf kommunaler Ebene ist der Rajon in 7 Hromadas (4 Stadtgemeinden und 3 Siedlungsgemeinden) unterteilt, denen jeweils einzelne Ortschaften untergeordnet sind.
Zum Verwaltungsgebiet gehören:
- 4 Städte
- 3 Siedlungen städtischen Typs
- 338 Dörfer

Die Hromadas sind im Einzelnen:
- Stadtgemeinde Lubny
- Stadtgemeinde Chorol
- Stadtgemeinde Hrebinka
- Stadtgemeinde Pyrjatyn
- Siedlungsgemeinde Nowoorschyzke
- Siedlungsgemeinde Orschyzja
- Siedlungsgemeinde Tschornuchy